# 幸福滿滿的便當
《幸福滿滿的便當》是所著的日本小说。イラスト负责插画。 2017年5月，以小鹿千春和大上祐輔為主角的系列第一卷《弁当屋さんのおもてなし：北海道鲑鱼釜》由角川文库出版。
从第7卷“弁当屋さんのおもてなし：しあわせ宅配篇”开始，主角更換了。
第一卷至今已出版16版，全系列累计发行30万册（包括平装本、漫画、电子版）  。
十峯なるせ于2021年将其改编成漫画 ，并于2023年2月由北海道电视台进一步改编为真人剧
这部温暖人心的作品描绘了围绕著美食和人们的温馨事件，故事发生在北海道札幌丰水薄野站附近后巷的便当店里。

## 出版

### 小说
- 喜多みどり（作者）/ イナコ（插画）《便当店的款待》角川（角川文库），出版11卷（截至2023年2月24日）
  1. 2017年5月25日发售的《ほかほかごはんと北海鮭かま》 [4] ，ISBN 978-4-04-105579-3
  2. 2017年10月25日发售的《海薫るホッケフライと思い出ソース》 [5] ，ISBN 978-4-04-106146-6
  3. 2018年5月25日发售的《ほっこり肉じゃがと母の味》 [6] ，ISBN 978-4-04-106885-4
  4. 2018年11月22日发售的《甘やかおせちと年越しの願い》 [7] ，ISBN 978-4-04-106886-1
  5. 2019年5月24日发售的《まかないちらしと春待ちの君》 [8] ，ISBN 978-4-04-108154-9
  6. 2019年11月21日发售的《夢に続くコロッケサンド》 [9] ，ISBN 978-4-04-108155-6
  7. 2020年8月25日发售的《しあわせ宅配篇》 [10] ，ISBN 978-4-04-109866-0
  8. 2021年4月23日发售的《しあわせ宅配篇2》[11] ，ISBN 978-4-04-111345-5
  9. 2021年10月21日发售的《しあわせ宅配篇3》[12] ，ISBN 978-4-04-111938-9
  10. 2022年4月21日发售的《しあわせ宅配篇4》[13] ，ISBN 978-4-04-112487-1
  11. 2023年2月24日发售的《新米夫婦と羽ばたくお子様ランチ》[14] ，ISBN 978-4-04-113508-2

- 喜多みどり（原作）/ イナコ（角色形象原作）/ 十峯なるせ（漫图）《弁当屋さんのおもてなし》角川〈BRIDGE COMICS〉，已出版2卷（截至2022年8月8日）
  1. 2021 年 4 月 8 日[15] ,ISBN 978-4-04-064708-1
  2. 2022 年 8 月 8 日[16] ,ISBN 978-4-04-681309-1

## 电视剧
2022年4月21日，作为北海道电视台55周年纪念特别企划，本作宣布改编真人剧。 
2022年11月29日，主要演员阵容公布，三位主演均来自札幌，包括女主角久保田紗友、飯島寛騎和戸次重幸（ TEAM NACS ）。
整部剧的拍摄于2022年12月20日开始，完成后，在官方 Twitter 和主页上宣布杀青 。
這是自 2019 年 3 月播出的 50 周年纪念电视剧《 Channel wa Somo! 》後首次由北海道电视台自行制作连续剧，
该剧的制作计划于2021年夏天左右启动，从2022年1月选角到2022年11月开拍，历时近一年时间。
大部分拍摄都是在札幌市进行的。 
“小熊便當”店內和千春的房间设在HTB总部2号工作室。
这是该电视台首部正式的演播剧，由多年来参与北海道广播公司（HBC）制作的电视剧的北海道美术中心负责制作道具。  
该剧共4集，于2023年2月25日至2023年3月18日在北海道电视台连续播出4周。並於 3 月 19 日起在Netflix上开始发行。 3月27日起决定在朝日电视台等地方电视台播出。  
2023年3月18日，在最后一集播出后宣布會製作第二季。 
2023年10月24日，本作品荣获2023年东京电视剧大赏“地方电视剧奖” 。

### 登場人物
小鹿千春
演員 - 久保田紗友
主角。从东京调職到札幌的OL。当她因被調到陌生又寒冬的北海道，加上男友出軌的雙重打擊而面臨精神崩溃时，她偶然發現了便當店「小熊便當」，吃了由大上祐輔制作的“與她所點的不一樣”的便当而得到治愈，自此成为「小熊便當」的常客。来到北海道之前，她从未自己做饭，不擅长做饭。性格很贴心。

大上祐輔
演員 - 飯島寛騎
便当店「小熊便當」的店员。
能够创造出触动顾客感情的“魔法便当”(雖然本人不同意是魔法)。
他的父亲是一位顶级厨师，高中毕业后，他在父亲和叔叔开办的一家高级法国餐厅工作。因為長相帥氣經常被雜誌採訪，也有很多有錢女性會為了他而光顧，然而看著她們並不欣賞和珍惜廚師們精心製作的食物，對自己作為廚師的价值有了懷疑，於是離家出走，从东京逃往北海道。

黑川晃
演員 - 戸次重幸
30多年来一直光顾便当店「小熊便當」的常客。当地少女偶像白鸟天音的父亲。很愛女儿。

熊野鹤吉
演員 - 山野久治
便当店「小熊便當」的店长。最喜欢的食物是山芥末。
祐輔離家出走到北海道之後，意外昏倒在「小熊便當」門前，被熊野發現，於是收留了他。

Kunta
配音 -森崎宏之
「小熊便當」的吉祥物角色，故事的講述者。

#### 其他角色

##### 第1集
小鹿亜紀子
演員 - 千堂あきほ
千春的母亲。

近藤悟
演員 - 舟木健
千春的男朋友。與千春跟倉橋同時交往，後來与千春分手後，便与仓桥结婚。

倉橋ももよ
演員 -  佐藤かなん
千春的前辈。

千春的上司
演員 -  武田晋

##### 第2集
白鸟あまね / 黑川茜
演員 -  鎌田英怜奈
当地偶像。黑川的女儿。

##### 第3集
カタリナ / 片倉莉奈
演員 -  远藤久美子
一位受欢迎的算命师，突然变得无法算命。

柴田美智子
演員 - 小山依里
渔业合作社的職员。

##### 第4集
「小熊便當」的顾客
演員 - 錦鯉

江馬正幸
演員 - 泉陽二
祐輔的叔叔。

江间正和
演員 -下國伸
祐輔的父亲。

### 工作人员
- 原作 - 喜多みどり『弁当屋さんのおもてなし』（KADOKAWA刊）
- 编剧 - 山本透
- 导演 - 平尾由佳子
- 音乐 - 柴田聪子
- 主题曲 - Furui Riho《Friends》（LOA MUSIC）
- 烹饪监督 - 下國伸
- 执行制作人 - 橋本秀利
- 制作人 - 星悠平、東雅子、佐々木淳一、野沢和寿
- 協力 - 札幌フィル厶コミッション、札幌市映像制作補助金、SAPP‿RO（サッポロスマイル）
- 制作 - HTB 北海道电视台

### 播出时间表/分发时间表
| 集数  | 播出日期 （北海道电视台） | 标题                     | 收视率 |
| ----- | ------------------------- | ------------------------ | ------ |
| 第1集 | 2月25日                   | 「鲑鱼下巴便当」         | 3.9%   |
| 第2集 | 3月4日                    | 「连接父女的甘纳豆赤饭」 |        |
| 第3集 | 3月11日                   | 「我记忆中的炸魚」       |        |
| 第4集 | 3月18日                   | 「山之泪芥末饭团」       |        |

### 播出電視台
| 電視台                   | 系列           | 日期和时间                    | 播放时间                                                            |
| ------------------------ | -------------- | ----------------------------- | ------------------------------------------------------------------- |
| 北海道电视台(HTB)        | 朝日电视台系列 | 2023年2月25日 - 2023年3月18日 | 连续 4 个周六 10:40 -                                               |
| 青森朝日广播 (ABA)       | 朝日电视台系列 | 2023年3月27日 - 2023年3月30日 | 连续 4 天 14:19 -                                                   |
| 山形电视台(YTS)          | 朝日电视台系列 | 2023年3月27日 - 2023年3月30日 | 连续 4 天 15:48 -                                                   |
| 神奈川电视台(TVK)        | 独立           | 2023年3月27日 - 2023年3月30日 | 连续 4 天 23:30 -                                                   |
| 福岛广播 (KFB)           | 朝日电视台系列 | 2023年4月1日 - 2023年4月22日  | 连续 4 个周六 14:30 -                                               |
| 濑户内海广播 (KSB)       | 朝日电视台系列 | 2023年4月5日 - 2023年4月26日  | 连续 4 周周三上午 0:55 -                                            |
| 鹿儿岛广播 (KKB)         | 朝日电视台系列 | 2023年4月6日至4月27日         | 连续 4 个周四凌晨 1:20 -（4 月 13 日仅凌晨 1:26）                   |
| 山梨电视台 (UTY)         | TBS系列        | 2023 年 4 月 13 日            | 一次播放 4 集 23:56 -                                               |
| 名古屋电视台（Me-Tele）  | 朝日电视台系列 | 2023年4月19日至5月10日        | 连续 4 周周三上午 0:57 -                                            |
| 山口朝日放送 (yab)       | 朝日电视台系列 | 2023年4月20日 - 2023年5月11日 | 连续 4 个星期四上午 0:45 -                                          |
| 长野朝日广播 (abn)       | 朝日电视台系列 | 2023年5月26日至6月2日         | 5 月 26 日星期五 14:50 -、6 月 2 日星期五 13:50 - （每周连续 2 集） |
| 栃木电视台（栃木电视台） | 独立           | 2023年6月10日至6月11日        | 连续2天19:30 - (连续2集/周日)                                       |
| 大分朝日广播 (OAB)       | 朝日电视台系列 | 2023年6月20日至6月27日        | 连续 2 个周二 13:54 -（连续 2 集/周）                               |
| 广岛家庭电视台（HOME）   | 朝日电视台系列 | 2023 年 6 月 24 日 -          | 周三（周二深夜）0:55 -                                              |
| 秋田朝日放送 (AAB)       | 朝日电视台系列 | 2023年8月7日至8月10日         | 连续 4 天 15:10 - (預定）                                           |
| 埼玉电视台（Tele-tama）  | 独立           | 2023年8月12日至8月19日        | 连续 2 个周六 19:00 -（连续 2 集/周）（預定）                       |

### 網路串流
| 播放時間             | 播放平台            | 備註           |
| -------------------- | ------------------- | -------------- |
| 2023 年 2 月 25 日 - | HTB 北海道点播(HOD) | 付费租賃       |
| 2023 年 3 月 19 日 - | Netflix             | 固定价格会员制 |